# Youngstown (Ohio)
Youngstown ist eine City im Mahoning County, im US-Bundesstaat Ohio, deren Gebiet sich teilweise bis ins Trumbull County erstreckt. Youngstown hat 60.068 Einwohner (Stand: Volkszählung 2020) auf einer Fläche von 89 Quadratkilometern und ist die neuntgrößte Stadt in Ohio. Die Stadt liegt am Mahoning River und an den Autobahnen Interstate 76 und 80. Youngstown liegt 105 Kilometer südlich von Cleveland und etwa 100 Kilometer nordwestlich von Pittsburgh.
Die Stadt trägt ihren Namen nach John Young, einem frühen Siedler aus Whitestown, New York, der gegen Ende des 18. Jahrhunderts die erste Säge- und Getreidemühle hier errichtete.
Youngstown wird heute zum sogenannten Rust Belt der Vereinigten Staaten gezählt. Die Stadt ist ein traditionelles Zentrum der Stahlindustrie, in dem sich später auch Fahrzeug- und Maschinenbaubetriebe ansiedelten. Um 1900 hatte Youngstown 45.000 Bewohner, Ende der 1920er Jahre 170.000. Als in den 1970er Jahren zunehmend Betriebe geschlossen wurden, musste sich die Stadt neu orientieren. Bedingt durch den Verlust dieser Arbeitsplätze ist die Zahl der Einwohner der Stadt um mehr als 60 Prozent zurückgegangen. Im Song „Youngstown“ beschreibt US-Rocklegende Bruce Springsteen das Leben in der Stadt aus Sicht eines arbeitslosen Stahlarbeiters. Das Lied erschien auf dem Album „The Ghost of Tom Joad“, welches Springsteen 1995 veröffentlichte.
Youngstown ist Sitz des römisch-katholischen Bistums Youngstown. Zudem befindet sich in Youngstown die Youngstown State University, die 1908 gegründet wurde. Im Herbst 2015 waren an ihr 12.551 Studenten immatrikuliert.

## Stadtregierung
Youngstown wird von einem Bürgermeister regiert, der alle vier Jahre gewählt wird und dessen Amtszeit auf zwei Regierungsperioden begrenzt ist. Bürgermeister treten ihr Amt traditionell am 2. Januar an. Die Stadt wählt seit 1920 traditionell ein Mitglied der Demokratischen Partei zum Bürgermeister. Das ist darauf zurückzuführen, dass die lokalen Gewerkschaften üblicherweise demokratische Kandidaten unterstützten. Youngstown derzeitiger Bürgermeister ist John A. McNally, der Charles Sammarone ablöste. Sammarones Amtsvorgänger Jay Williams war der erste afroamerikanische Bürgermeister der Stadt und der erste Parteilose seit 1922. Williams gehörte zu den Bürgermeistern, die sich in besonderer Weise gegen illegalen Waffenbesitz engagierten. Er gab sein Amt auf, als Barack Obama ihn 2009 zum Mitglied seiner Arbeitsgruppe zur Rettung der US-amerikanischen Autoindustrie berief.
Neben dem Bürgermeister wählen die Stadteinwohner auch einen achtköpfigen Rat, der aus sieben Stadtteilvertretern und einem Ratspräsidenten besteht. Dieser Rat tritt traditionell jeden ersten und dritten Mittwoch im Monat zusammen.

## Wirtschaft

### Aufbau der lokalen Stahlindustrie
Ausgestattet mit umfangreichen Kohle- und Eisenerzlagerstätten, Kalkstein sowie großen Laubholzwäldern, um Holzkohle herzustellen, entwickelte sich Youngstown zu einer blühenden Stahlindustriestadt. Der erste Hochofen in dieser Region wurde 1803 östlich der Stadt von James und Daniel Heaton errichtet. 1846 wurde die Youngstown Rolling Mill Company gegründet. Mitte des 19. Jahrhunderts existierten in Youngstown mehrere eisenherstellende Industrieanlagen, darunter die David Tod's Briet Hill Iron & Cola Company. Obwohl die Kohle- und Eisenerzlagerstätten gegen Ende des 19. Jahrhunderts zunehmend erschöpft waren, wurde in Youngstown bis 1890 weitere eisenverarbeitende Industrie aufgebaut, denn es war so gut an das Eisenbahnnetz angebunden, dass Kohle und Eisenerz aus anderen Regionen bezogen werden konnten.
Beginnend mit der Wende zum 20. Jahrhundert begannen die lokalen Unternehmen, die Industrieanlagen zunehmend auf Stahlherstellung umzustellen. Gleichzeitig begann eine erste Konsolidierungswelle. Kurz nach seiner Gründung (1901) kaufte US Steel den wichtigsten Stahlproduzenten Youngstowns, die National Steel Company. Bereits ein Jahr zuvor hatte eine Reihe von in der Stadt ansässigen Industriellen Schritte unternommen, um sicherzustellen, dass die lokale Industrie weiterhin im Besitz lokaler Industrieller blieb. Unter Leitung von George D. Wick und James A. Campbell gründeten sie die Youngstown Sheet and Tube Company, einen der wichtigsten regionalen Stahlproduzenten in den Vereinigten Staaten. Dieses Unternehmen expandierte 1923, indem es Industrieanlagen im Süden und Osten von Chicago erwarb. Gegen Ende der 1930er Jahre rückte Youngstown in den Mittelpunkt der öffentlichen Aufmerksamkeit, als die 1936 gegründete Gewerkschaft Steel Workers Organizing Committee über den sogenannten Little Steel Strike eine vertragliche Anerkennung der Gewerkschaften erzwingen wollte. Zu den bestreikten Unternehmen gehörten Republic Steel, Bethlehem Steel, Youngstown Sheet and Tube, National Steel und American Rolling Mills. Gewalttätigkeiten während dieses Streiks führten am 21. Juni 1937 zu zwei Toten und 42 Verletzten. 
Der Streik ist historisch bedeutend, weil er dazu beitrug, dass sich regionale – und damit letztlich ineffektive – Arbeiterorganisationen zu nationalen Organisationen zusammenschlossen. So ging das Steel Workers Organizing Committee 1942 in die Gewerkschaft der United Steel Workers of America (USWA) auf.

### Niedergang

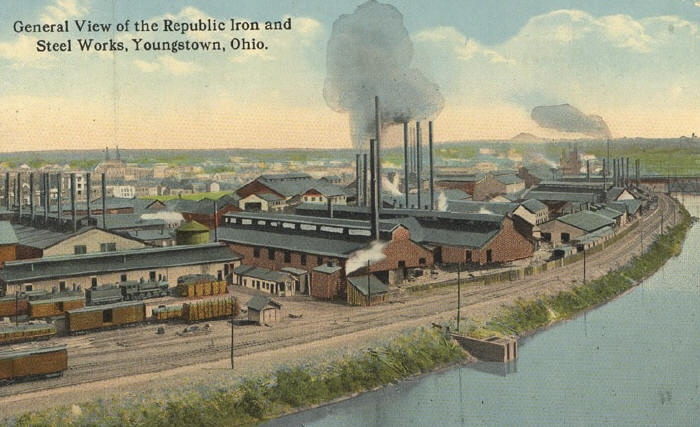
Republic Steel in den 1900er Jahren

Zwischen 1920 und 1960 galt die Stadt als ein wichtiges Industriezentrum, dessen Skyline von den Hochöfen und Gießereien von Unternehmen wie Republic Steel und US Steel dominiert wurde. Im Zweiten Weltkrieg und während des Koreakriegs war Youngstown ein Zentrum der Rüstungsproduktion. Anders als Chicago, Pittsburgh, Akron und Cleveland, die bis zu diesem Zeitpunkt eine ähnliche Industriegeschichte aufwiesen, diversifizierte Youngstown seine wirtschaftliche Basis nicht. Entsprechend verfügte die Stadt über wenige Alternativen, als Veränderungen der ökonomischen Struktur dazu führten, dass diese Betriebe geschlossen wurden. Der Anfang dieser Entwicklung war der Zusammenschluss zwischen Youngstown Sheet and Tube Company und der in New Orleans ansässigen Lykes Corporation. Der Zusammenschluss führte dazu, dass Youngstown Sheet and Tube hochverschuldet war. Die Kontrolle der Firma war außerdem nicht länger in der Region von Youngstown angesiedelt. Am 19. September 1977 verkündete die Firmenleitung, dass große Teile von Youngstown Sheet and Tube in Youngstown geschlossen werden würden. Ohne Vorwarnung wurde diese Entscheidung einen Tag zuvor am Flughafen von Pittsburgh gefällt. Die Mitglieder des Vorstands flogen zu diesem Meeting ein, stimmten ab und kehrten dann nach New Orleans oder Chicago zurück. 5000 Beschäftigte verloren durch diese Entscheidung ihre Arbeitsstelle. Der Tag wird bis heute von vielen Youngstown-Einwohnern als „Schwarzer Montag“ bezeichnet, da er die Schließung der gesamten Stahlindustrie in Youngstown einleitete. In den nachfolgenden fünf Jahren schlossen in Youngstown alle weiteren wichtigen Stahlproduzenten ihre Tore. US Steel schloss seine Anlagen in den Jahren 1979 und 1980, Republic Steel musste in der Mitte der 1980er Jahre Insolvenz anmelden. Versuche, die Stahlindustrie auf kleinerer Basis wiederzubeleben, scheiterten. In Folge dieser Schließungen verlor Youngstown geschätzte 40000 Arbeitsplätze, 400 von der Stahlindustrie abhängige Unternehmen, eine Gehaltssumme von 414 Millionen USD und zwischen 33 und 75 Prozent der Steuereinnahmen. 1982 betrug die Arbeitslosenrate im Mahoning-Tal nahezu 22 Prozent, die höchste in den Vereinigten Staaten. Obwohl es um die Jahrtausendwende noch einige kleinere Stahlunternehmen gibt, war der größte Arbeitgeber der Stadt die Youngstown State University (YSU).

### Entwicklung der Innenstadt und der Wohnbezirke
Von Beginn des 20. Jahrhunderts bis in die Mitte der 1970er Jahre war Youngstown das Einkaufszentrum des Mahoning-Tals. Die Innenstadt wies zwei große Kaufhäuser auf. Entlang der Hauptstraße hatte sich Einzelhandel angesiedelt und im Innenzentrum gab es vier Kinos, diese Kinos waren die ersten, die ihr Geschäft aufgaben. Anfang der 1970er entstanden zwei Einkaufszentren am Stadtrand von Youngstown, was die Schließung weiterer Geschäfte in der Innenstadt nach sich zog. Der Zusammenbruch der Stahlindustrie in Youngstown beschleunigte den Niedergang der Innenstadt. Alle Versuche in den 1980er und 1990er Jahren, die Innenstadt wiederzubeleben, scheiterten.
Mit dem Zusammenbruch der Stahlindustrie begann auch die Wohnbevölkerung der Stadt rasch abzunehmen. Eine zunehmende Zahl von Häusern im östlichen Stadtteil begann leerzustehen, mit den Leerständen begann eine Serie von Hausbränden. Während der 1980er Jahre brannten pro Tag ein oder zwei Häuser. In den späten 1980er und 1990er Jahren gehörte Youngstown zu den zehn US-amerikanischen Städten mit der höchsten Mordrate. In keiner anderen Stadt der Vereinigten Staaten wurden mehr schwarze Frauen unter 65 Jahren getötet. Bis 2012 nahm die Bevölkerung weiter ab; danach setzte eine teilweise Erholung ein.

### Auswirkungen des Schiefergas-Booms
In Schwarztonsteinen der Marcellus-Shale-Formation befinden sich im Untergrund von Youngstown und Umgebung sowie im östlich benachbarten Pennsylvania reiche unkonventionelle Erdgaslagerstätten, die durch Fracking erschlossen werden. Seit 2010 entstanden in diesem Zusammenhang 1200 neue industrielle Arbeitsplätze. 2014 eröffnete Vallourec, ein französischer Hersteller von Stahlrohren für die Gas- und Ölindustrie, ein neues Werk am Mahoning River mit 350 Arbeitsplätzen. Die Arbeitslosigkeit fiel im März 2014 auf unter 7 Prozent.
Die beim Fracking anfallenden, mit Chemikalien belasteten krebserregenden Abwässer wurden unter anderem in der Anlage „Northstar 1“ nahe Youngstown in Sandsteinen des Altpaläozoikums in etwa 2300 bis 3000 m Teufe verpresst, wodurch der Boden und das Grundwasser für Jahrhunderte verseucht wurden. Nach Inbetriebnahme der Anlage im Frühjahr 2011 ereigneten sich zahlreiche kleinere Erdbeben (Magnitude ≥ 2,0) in der sonst seismisch sehr ruhigen Gegend. Nachdem Ende Dezember 2011 für einen etwas stärkeren Erdstoß (Magnitude 2,7) eindeutig die Abwasserverpressung als Ursache festgestellt wurde, musste „Northstar 1“ den Betrieb einstellen. Noch bis Ende Januar 2012 ereigneten sich weitere Erdstöße mit Magnitude ≥ 2,0, der stärkste davon, mit Magnitude 3,9 deutlich spürbar, am 31. Dezember. Im März 2014 wurden fünf Beben mit Magnituden zwischen 2,1 und 3,0 im rund 10 km südöstlich von Youngstown gelegenen Poland registriert. Diese Beben gingen offenbar nicht auf Abwasserverpressung, sondern direkt auf Frackingaktivitäten der texanischen Gesellschaft Hilcorp Energy zurück. Auch in diesem Fall musste der Betrieb der Anlage eingestellt werden.

## Söhne und Töchter der Stadt
- George Wick (1854–1912), Industrieller
- Guy Tilden (1858–1929), Architekt
- Arne Oldberg (1874–1962), Komponist
- Harry Kemp (1883–1960), Dichter und Schriftsteller
- Leon Beaumon (1898–1981), Schauspieler
- Edmond Hamilton (1904–1977), Science-Fiction Autor
- Martin J. Hillenbrand (1915–2005), Diplomat und Botschafter der Vereinigten Staaten in Deutschland
- Jane Randolph (1915–2009), Schauspielerin
- Louis Hartz (1919–1986), Politikwissenschaftler, Historiker und Hochschullehrer
- James William Malone (1920–2000), römisch-katholischer Geistlicher, Bischof von Youngstown
- Charles Bateman (1922–2004), Jazzpianist
- Sonny Parker (1925–1957), R&B- und Jazz-Sänger
- Bertram H. Raven (1926–2020), Sozialpsychologe
- Donald Erb (1927–2008), Komponist
- Mary Wells Lawrence (1928–2024), Unternehmerin
- August Cinquegrana (1940–1999), Filmregisseur, Filmproduzent und Filmschaffender
- Arthur B. Laffer (* 1940), Ökonom
- Jay Clayton (1941–2023), Vokalistin zwischen Jazz und Neuer Musik
- Barry Holstein (* 1941), Physiker
- James Traficant (1941–2014), Politiker
- Richard David Wolff (* 1942), Wirtschaftswissenschaftler, Hochschullehrer
- Daniel W. Christman (* 1943), Generalleutnant der US Army
- Donald E. Welsh (1943–2010), Zeitschriftenverleger, Redakteur
- Elizabeth Hartman (1943–1987), Schauspielerin
- Ed O’Neill (* 1946), Schauspieler
- Georgia Benkart (1947–2022), Mathematikerin und Hochschullehrerin
- Ross Wales (* 1947), Schwimmer
- Robert Bell (* 1950), Musiker
- Ronald Bell (1951–2020), Musiker
- Jim Cummings (* 1952), Synchronsprecher
- Gary Friedkin (1952–2022), Schauspieler
- Bill Kirchner (* 1953), Jazzmusiker und Produzent
- James Weidman (* 1953), Jazzmusiker
- Henry Kautz (* 1956), Informatiker
- Booker Newberry III (1956–2023), Sänger und Keyboarder
- Harry Arroyo (* 1957), Boxer
- Ray Mancini (* 1961), Boxer
- Kierin Magenta Kirby (* 1963), Sängerin von Deee-Lite
- Vince Marrow (* 1968), American-Football-Spieler und -Trainer
- John Boccieri (* 1969), Politiker
- Lawrence Brownlee (* 1972), Tenor
- Jeff Lampkin (* 1977), Profiboxer
- Jed York (* um 1980), Unternehmer und Mitbesitzer des NFL-Teams San Francisco 49ers
- Antuone Torbert (* 1981 oder 1982), Schauspieler und Bodybuilder
- Kelly Pavlik (* 1982), Profiboxer
- Dana Delorenzo (* 1983), Schauspielerin
- Danny Trevathan (* 1990), Footballspieler
- Corey Linsley (* 1991), American-Football-Spieler
- Terry Rozier (* 1994), Basketballspieler
- Matthew Zhang (* 2002), Schauspieler und Synchronsprecher

## Klimatabelle
|                       | Jan  | Feb  | Mär  | Apr  | Mai  | Jun   | Jul   | Aug  | Sep  | Okt  | Nov  | Dez  |   |       |
| Mittl. Tagesmax. (°C) | −0,7 | 1,1  | 7,4  | 14,3 | 20,4 | 25,2  | 27,4  | 26,4 | 22,6 | 16,1 | 9,1  | 2,2  | ⌀ | 14,4  |
| Mittl. Tagesmin. (°C) | −8,7 | −7,8 | −2,6 | 2,7  | 7,9  | 12,7  | 15,1  | 14,4 | 10,9 | 5,3  | 0,9  | −5,1 | ⌀ | 3,9   |
|                       |      |      |      |      |      |       |       |      |      |      |      |      |   |       |
| Niederschlag (mm)     | 54,1 | 51,6 | 79,0 | 77,7 | 89,4 | 100,1 | 103,4 | 84,3 | 88,4 | 66,5 | 79,0 | 74,4 | Σ | 947,9 |
|                       |      |      |      |      |      |       |       |      |      |      |      |      |   |       |
| Regentage (d)         | 9,7  | 9,3  | 11,3 | 10,8 | 10,4 | 9,8   | 8,2   | 8,3  | 8,7  | 9,2  | 10,9 | 11,9 | Σ | 118,5 |

| −8,7 |

| −7,8 |

| −2,6 |

| 2,7 |

| 7,9 |

| 12,7 |

| 15,1 |

| 14,4 |

| 10,9 |

| 5,3 |

| 0,9 |

| −5,1 |

| −8,7 |

| −7,8 |

| −2,6 |

| 2,7 |

| 7,9 |

| 12,7 |

| 15,1 |

| 14,4 |

| 10,9 |

| 5,3 |

| 0,9 |

| −5,1 |

## Einzelbelege
1. ↑  youngstownohio.gov. (abgerufen am 1. März 2025).
2. ↑  Total Population in Youngstown city, Mahoning County, Ohio. US Census Bureau, abgerufen am 1. März 2025 (englisch).
3. ↑  Communities along the Mahoning River. Youngstown State University, archiviert vom Original am 21. Juni 2007; abgerufen am 26. Februar 2007.
4. ↑  Blue et al. (1995), S. 113.
5. ↑  David Skolnick:  Community leaders extol mayoral victory, 9. November 2005. Abgerufen am 14. Februar 2007
6. ↑  Mayors Against Illegal Guns: Coalition Members. Mayors Against Illegal Guns, archiviert vom Original am 6. März 2007; abgerufen am 21. Februar 2014.
7. ↑  Blue et al. (1995), S. 20.
8. ↑  Blue et al. (1995), S. 42.
9. ↑  Blue et al. (1995), S. 37.
10. 1 2  Blue et al. (1995), S. 94.
11. ↑  Fuechtmann (1989), S. 41–43.
12. ↑  Packer (2013), S. 49.
13. 1 2  Packer (2013), S. 51.
14. ↑  Bruno (1999), S. 149.
15. ↑  Packer (2013), S. 52.
16. ↑  Packer (2013), S. 93.
17. ↑  Jerry Zremski: Youngstown, Ohio, is a city changed by fracking. (Memento vom 16. April 2015 im Internet Archive) In: Buffalo News, 18. Mai 2014
18. ↑  Won-Young Kim: Induced seismicity associated with fluid injection into a deep well in Youngstown, Ohio. In: Journal of Geophysical Research: Solid Earth. Bd. 118, 2013, S. 3506–3518, doi:10.1002/jgrb.50247.
19. ↑  Hunter Stuart: Ohio Fracking Operation Halted Following Area Earthquakes. In: Huffington Post, 12. März 2014